# Gastrochilus bellinus
Gastrochilus bellinus es una especie de orquídea que se encuentra en Asia.

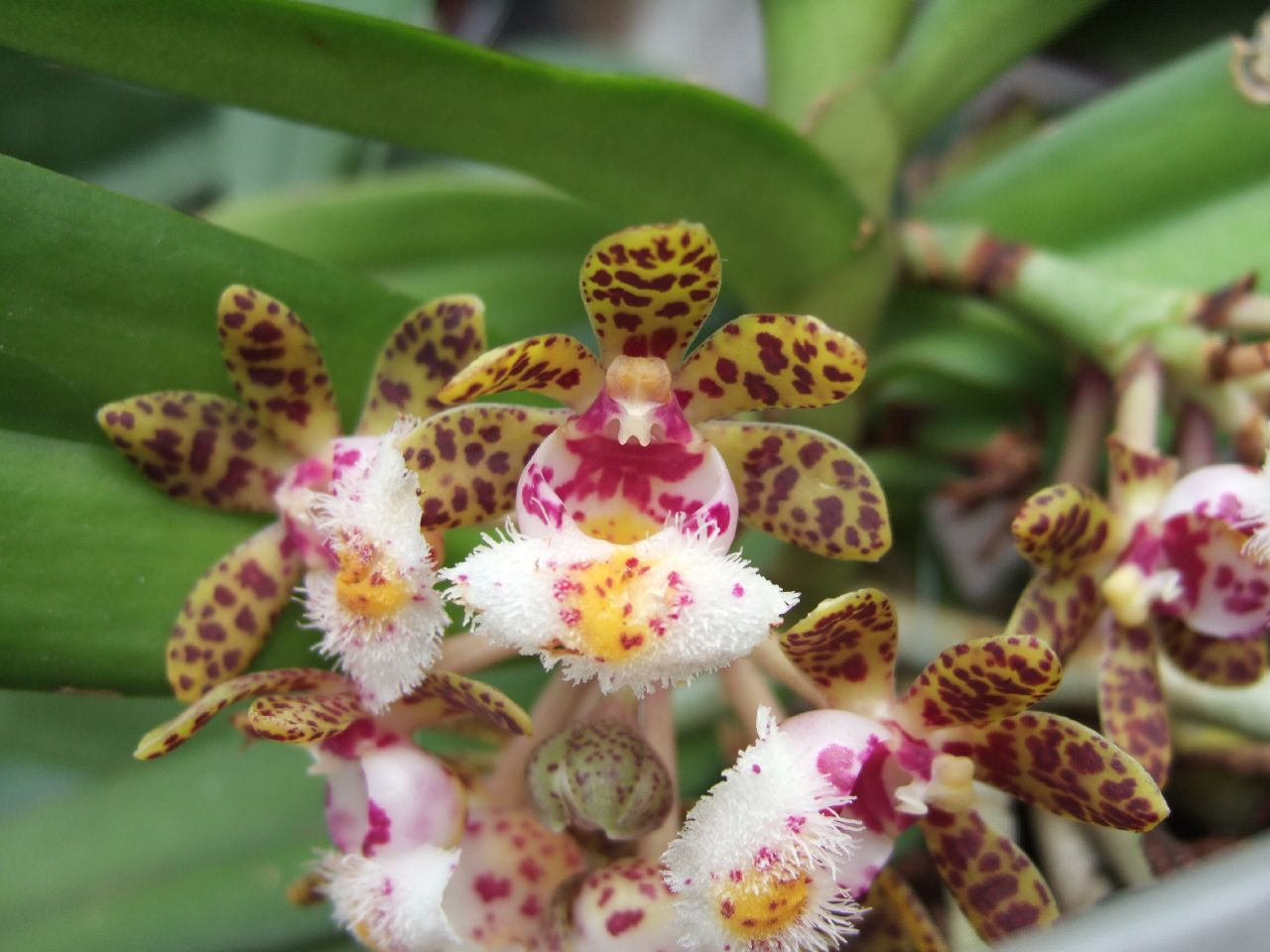
Detalle de las flores

## Descripción
Es una planta pequeña a mediana, que prefiere el clima fresco, de hábitos epifitas monopodial con un corto tallo que lleva de 6 u 8 hojas, encorvadas, estrechamente oblanceoladas , con el ápice profundamente desigual, bífido. Florece en una inflorescencia muy corta, erecta, suborbicular con 2-7 flores fragantes, cerosas que se producen al final del invierno y la primavera.

## Distribución y hábitat
Se encuentra en Birmania, Tailandia, China y el sur de Laos en los densos bosques a elevaciones de 600 a 1700 metros. 

## Taxonomía
Gastrochilus bellinus fue descrita por (Rchb.f.) Kuntze y publicado en Revisio Generum Plantarum 2: 661. 1891.
Etimología
Gastrochilus, (abreviado Gchls.): nombre genérico que deriva de la latinización de dos palabras griegas: γαστήρ, γαστρός (Gast, gasterópodos), que significa "matriz" y χειλος (Kheili), que significa "labio", refiriéndose a la forma globosa del labio.
bellinus: epíteto latino que significa "atractivo".
sinonimia
- Saccolabium bellinum Rchb.f.	[4][5]